# نيكولا دارفاس
نيكولا دارفاس (بالمجرية: Darvas Miklós)‏ هو راقص وكاتب واقتصادي مجري، ولد في 1920، وتوفي في 1977 في باريس في فرنسا.

## وصلات خارجية
- نيكولا دارفاس على موقع قاعدة بيانات برودواي على الإنترنت (الإنجليزية)